# Remington Модель 341
Remington Модель 341 гвинтівка з ковзним затвором, яку розробила та випускала компанія Remington Arms за чотири роки до Другої світової війни.

## Конструкція
Модель 341 звичайна гвинтівка з ковзним затвором і трубчастим магазином. По суті, це була оновлена Модель 34. Незважаючи на традиційне компонування та конструкцію, Моделі 34 і 341 мали запатентований підйомний механізм, який подає набій в патронник, при цьому куля не торкається задньої частини патронника. Це запобігає пошкодженню кулі та, ймовірно, підвищує точність.